# Rue Lasson
La rue Lasson est une rue située dans le quartier du Bel-Air du 12e arrondissement de Paris.

## Situation et accès
La rue Lasson est accessible à proximité par la ligne de métro 6 à la station Bel-Air.

## Origine du nom
La rue tire son nom de celui d'un ancien propriétaire.

## Historique
La voie est ouverte sous sa dénomination actuelle en 1897. 

## Bâtiments remarquables et lieux de mémoire
- L’entrée des urgences pédiatriques de l’hôpital Armand-Trousseau.
- No 4 : hôpital Pierre Rouquès - Les Bluets.